# 小熊虎之助
小熊 虎之助 (おぐま とらのすけ、1888年3月30日 - 1978年9月25日) は、日本の心理学者、超心理学者。

## 来歴
新潟県出身。第一高等学校を経て、1914年東京帝国大学文科大学心理学科卒業。盛岡農林教授、陸軍憲兵学校教授、日本女子大学教授をへて、1922年明治大学教授。ジェームズやユングなどの紹介に努めた他、海外の批判的(非信者的)超心理学の紹介や実践に当たった。犯罪心理学での業績もある。
1963年 日本応用心理学会名誉会員。1968年に日本超心理学会が結成された際には、初代会長に迎えられた。
平凡社の『世界大百科事典』の超心理学関連項目を執筆した。
經歴や著作一覽は、『夢と異常の世界　小熊虎之助鶴寿記念文集』（小熊虎之助先生満八十歳祝賀会実行委員会、1969.2）に詳しい。
小熊を主題とした研究論文は、現在の所、安齋順子「日本の「変態心理」と小熊虎之助―ユング著作の翻訳と開業心理療法活動の紹介―」（『心理学史・心理学論』第三巻、pp.29-36、「心理学史・心理学論」刊行会、2001.11）がある。

## 単著
- 『夢の心理』 越山堂 1918
- 『心霊現象の問題』 心理学研究会 1918
- 『ウィリアム・ジェームス及其思想 (心理叢書 III)』 心理学研究会 1919
- 『変態心理学講話』 東京刊行社 1920
- 『心霊現象の科学』 新光社 1924
- 『心理学概説 上下』 太陽堂 1936
- 『心理学入門』 北光書房 1947
- 『現代心理学入門』 北光書房 1947
- 『現代心理学の実際』 北光書房 1949
- 『心霊現象の科学』 芙蓉書房 1974 (改訂版 1983)

## 共著
- 共著 『現代心理学の展望』 誠信書房 1958 (改訂増補版 1959)

## 翻譯
- 中村古峡と共訳 『近世変態心理学大観 第10巻 (バーナード・ハート「狂人の心理」、チェ・ゲー・ユング「ユング論文集連想実験法」)』 日本変態心理学会 1926

## 論文
- 「夢の神託」 『心理研究』 第59号 1916
- 「錯視と幻視の話」 『心理研究』 第12巻 2冊 (通巻 68号 1917)
- 「錯覚と幻覚との境界について」 『心理研究』 第12巻 4冊 (通巻 70号 1917)
- 「精神病学に於ける人本主義的運動 上下」 『心理研究』 第13巻 1冊 (通巻 73号) - 2冊 (通巻 74号 1918)
- 「心霊現象研究の態度」 『内外教育評論』 第12巻 12号 1918
- 「変態心理学の内容と其研究法 上下」『心理研究』 第17巻 1冊 (通巻97号) - 2冊 (通巻 98号 1920)
- 「精神的外傷とその問題 (1) - (2)」 『心理研究』 第22巻 (通巻 132号 1922) - 23巻 (通巻 134号 1923)
- 「変態心理学の内容」 『日本心理学雑誌』 第1巻 1冊 1923
- 「或る心霊能力の実験とその詐術」 雑誌 『脳』 (1927年 12月号)
- 「刑事統計年報に基く女性犯罪者に関する種々の統計的調査」 『松本亦太郎博士在職25年記念 心理学及芸術の研究 下巻』 改造社 1931
- 「変態心理学」 『岩波講座教育科学・第19冊』 岩波書店 1933
- 「或る心霊現象の実験に就て」 『速水博士還暦記念・心理学哲学論文集』 岩波書店 1937
- 「供述の真偽に就ての実験」 『明治大学創立六十周年記念論文集』 1940
- 「心霊現象 I - 心霊科学総説」 『心理学講座 6. 情意心理』 中山書店 1953
- 「犯罪心理 I 総論」 『心理学講座 7. 臨床心理』 中山書店 1953